# 無鉤条虫
無鉤条虫（むこうじょうちゅう、学名：Taenia saginata）は、ヒトの腸に寄生する人体寄生虫の1種である。条虫（いわゆるサナダムシ）の1種。別名はカギナシサナダ。幼虫は牛嚢虫Cysticercus bovis。

## 形態
体は白い。頭節には額嘴や棘はなく、4つの強力な吸盤がある。普通は全長4 - 10mだが、稀に12mを超えることもある。テニア属最大種で、片節数は1,000 - 2,000、宿主体内で25年生きることもある。

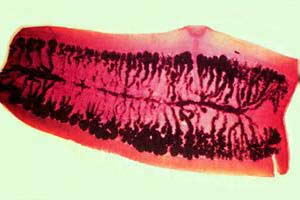
片節の分岐した子宮が染められている。生殖孔の位置から円葉目であることが分かる。

## 生活環
ヒトが終宿主、ウシが中間宿主である。成虫はヒトの小腸に寄生する。排泄された受胎片節は乾燥すると裂け、虫卵が放出される。ウシに食べられた虫卵は消化液で殻が分解される。六鉤幼虫は十二指腸で孵化、消化管壁を貫いて循環系に入り、筋繊維で嚢虫に変態する。この幼虫は牛嚢虫Cysticercus bovisとも呼ばれ、肺・肝臓に寄生することもある。
ヒトが感染牛の肉を食べることで移行する。消化液で嚢虫が分解されると内部の頭節が放出され、消化管壁に付着する。頭節はすぐに片節を作り始め、3か月で5mに達する。

## 疫学
アフリカ・東欧・フィリピン・ラテンアメリカで比較的よく見られる。感染源は、生の牛肉（タルタルステーキ、ユッケなど）または加熱が十分でない牛肉。56℃以上の温度で加熱するか、-5℃以下で冷凍することで死滅する。
牛肉食を行う所ではどこでも見られ、厳しい公衆衛生政策の取られる米国も例外ではない。米国での感染率は低いが、それでも感染牛の内25%が市場に出荷されている。

## 症状
通常無症候性だが、多数寄生では体重減少・眩暈・腹痛・下痢・頭痛・吐気・便秘・慢性の消化不良・食欲不振などの症状が見られる。虫体が腸管を閉塞した場合には手術で除去する必要がある。抗原を放出してアレルギーを引き起こすこともある。

## 診断
検便で虫卵を検出することで診断するが、虫卵は他の条虫のものと似ているため種の特定には至らない。種の特定には頭節か受胎片節が必要である。受胎片節の子宮に墨汁を注入することでその分岐を可視化することができる。本種は両側に12 - 20本の分岐があるのに対し、有鉤条虫などの他種は5 - 10本以下でありより太い。さらに、卵巣・精巣の数も他種の2倍以上である。また、PCRで5.8SリボソームRNAを調べることでも同定できる。

## 治療
他の条虫同様、治療にはプラジカンテルやニクロサミドが用いられる。